# Магді
Магді або махді (араб. مهدي) — той, що йде правильним шляхом. Згідно з мусульманськими есхатологічними поглядами, так називають людину, яка прийде для підтримки оновлення віри мусульман у дні, що передуватимуть Страшному суду. Він буде звичайною людиною, не спуститься з неба, як месія Іса (Ісус), але буде разом з ним встановлювати царство Боже на землі. Вони усунуть насильство і несправедливість.
В багатьох ісламських джерелах підкреслюється те, що Магді буде нащадком пророка Мухаммеда і розпочне свою діяльність одночасно з пришестям Даджжала, який прийде для знищення ісламу. Магді разом з Ісою будуть боротися з ним і Даджал зазнає поразки.
Деякі улеми вважали, що Магді і Іса (Ісус), який повернеться на землю як месія, одна й та сама особа.
Водночас існує ширше значення поняття «магді». Наприклад, в одному з хадисів Мухаммеда йдеться про те, що наприкінці кожного століття будуть приходити люди, які будуть оновлювати віру. Таких людей в сунітському ісламському богослов'ї часто ототожнюють з поняттям «магді». Однак широке розуміння поняття цього слова не означає того, що це ім'я не пов'язане з конкретною особою.
В імамітському шиїзмі віра в Магді відрізняється від сунітської версії тим, що його особа ототожнюється з Мухаммедом ібн Хасаном, дванадцятим шиїтським імамом, який у підлітковому віці зник (став «прихованим імамом»). Згідно з переконаннями шиїтів він живий і буде знаходитися у «прихованому» стані до визначеного терміну, коли повернеться як месія і відновить віру. З пришестям Магді шиїти-імаміти пов'язують розкриття істинного сенсу Корану і єдинобожжя, встановлення ідеального ладу, закладеного божественною справедливістю.